# 9651 Arii-SooHoo
9651 Arii-SooHoo eller 1996 AJ är en asteroid i huvudbältet som upptäcktes den 7 januari 1996 av AMOS-projektet vid Haleakalā-observatoriet. Den är uppkallad efter Vicki Arii-SooHoo.
Den tillhör asteroidgruppen Nysa.